# Порсена
Ларс Порсена (иногда Порсенна; этрусск. Pursenas, лат. Lars Porsenna) — этрусский царь и полководец, правитель города Клузий, известный благодаря войне с Римом. Точные годы жизни и правления не установлены, однако римские источники часто приписывают ему участие в войне 508—507 годов до нашей эры.

## Война против Рима
Ларс Порсена вступил в конфликт с Римом после революции 509 года до нашей эры, свергнувшей монархию и приведшей к изгнанию последнего царя Рима, Луция Тарквиния Гордого. Свергнутый монарх, чья семья была этрусского происхождения, несколько раз безуспешно попытался вернуть себе трон, после чего обратился за помощью к Порсене. Ларс Порсена согласился помочь. В то время Клузий был очень могущественным городом.
С этого момента мнения историков расходятся. Согласно расхожему мнению, совпадающему с мнением Тита Ливия, Ларс Порсена атаковал и осадил Рим, однако был настолько поражён храбростью, с которой римляне защищали свой город, что решил заключить мир. Согласно другим мнениям, Ларс успешно покорил город, однако в скором времени этрусков удалось выгнать из Рима. В любом случае, ни один историк не утверждает, что Тарквиний Гордый вернулся на трон. Таким образом, если Ларс Порсена и захватил Рим, то он, вероятно, собирался управлять им самостоятельно, не возвращая прежнюю власть.

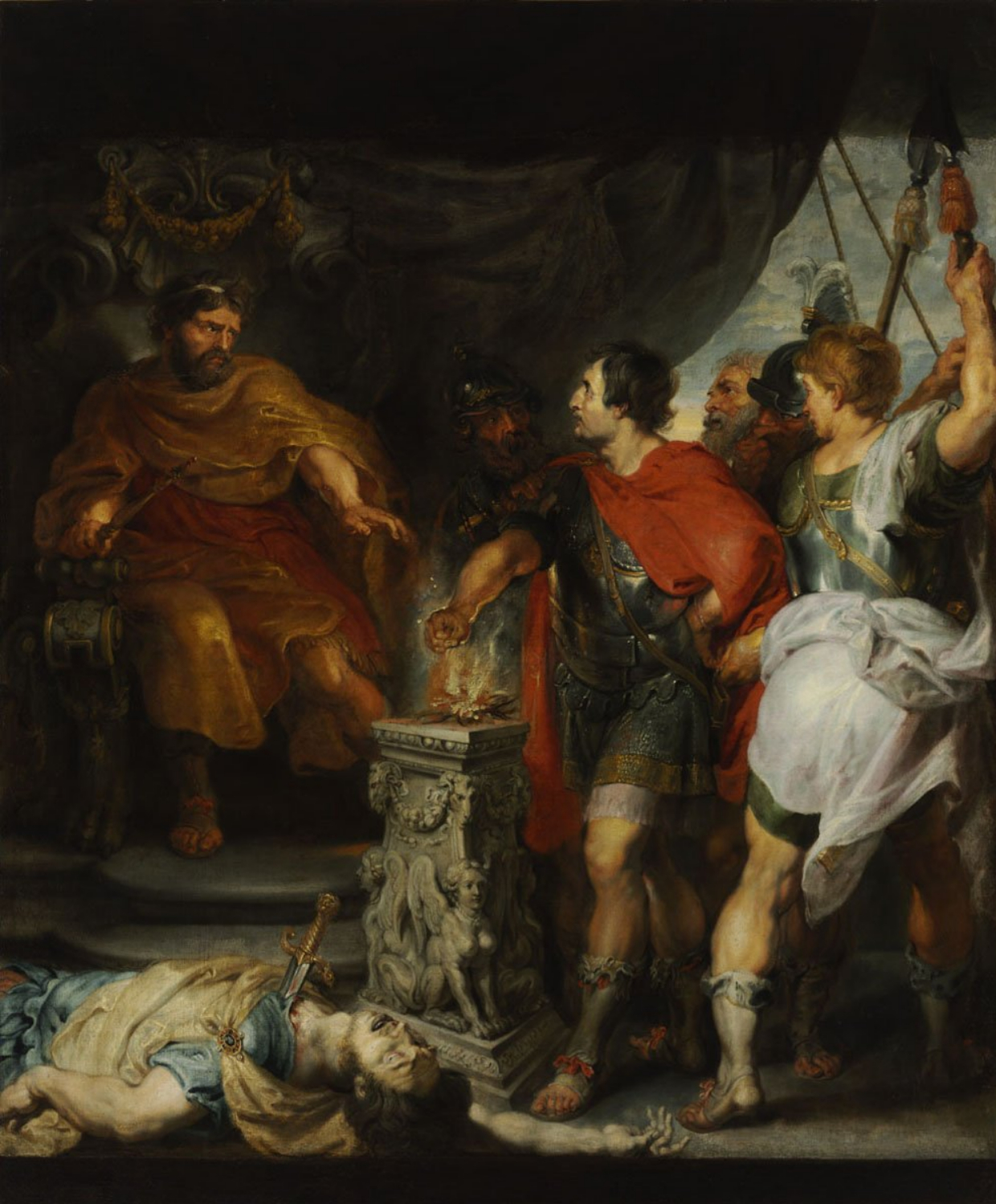
П. П. Рубенс, А. Ван Дейк. Гай Муций Сцевола перед Порсеной. 1620-е годы. Музей изобразительных искусств, Будапешт

Есть несколько легенд о войне, напрямую связанных с Порсеной. Так, согласно одной из историй, во время осады римский юноша по имени Гай Муций Сцевола с позволения сената проник в лагерь этрусков с намерением убить Порсену. Однако когда Муций проник к царю, он не смог отличить Порсену от его советника, схожим образом одетого, в результате чего заколол не того. При попытке сбежать он был немедленно схвачен этрусками и предстал перед царём. Муций прямо рассказал о том, кто он такой и что собирался сделать. Он осведомил Порсену, что является всего лишь первым из трёхсот римских юношей, в любой момент готовых выдвинуться, чтобы завершить начатое. Чтобы доказать свою доблесть и преданность Риму, Муций обуглил свою правую руку над огнём, чем заслужил для себя и своих потомков когномен Сцевола. Удивлённый и впечатлённый мужеством юноши, Порсена отпустил Муция и выпроводил его из лагеря. Согласно Ливию, сразу после этого Порсена подписал мирный договор.
Другая история о войне повествует о заложниках, отданных Порсене согласно договору. Одна из заложниц, молодая женщина по имени Клелия, сбежала из лагеря этрусков, уводя за собой группу римских девушек. Порсена потребовал их вернуть, и римляне согласились. После её возвращения, однако, Порсена был так впечатлён её храбростью, что предложил ей выбрать половину из оставшихся пленников, пообещав их освободить. Она выбрала самых молодых римских мальчиков. Впоследствии римляне оказали Клелии необычайную честь, установив её статую на вершине священной дороги. Статуя изображает её верхом на коне, как будто принадлежащую сословию всадников.
Ливий также отмечает, что в его времена публичные торги в Риме по традиции связывались с «продажей товаров царя Порсены», что в некоторой мере относится и к войне с Клузием. Он считает, что, покидая Рим, Порсена оставил в подарок римлянам свои запасы провизии.
В 507 году до нашей эры Порсена отправил послов в римский сенат с просьбой вернуть власть Тарквинию. В ответ римляне отправили к Порсене легатов, которые сообщили, что римляне никогда не признают власть Тарквиния снова, а Порсена, должно быть, очень не уважает римлян, раз посылает такие просьбы. Порсена согласился и сообщил Тарквинию, что тому придётся продолжить своё изгнание где-нибудь за пределами Клузия. Он также вернул римлянам заложников и Вейи, доставшиеся ему согласно мирному договору. Ливий пишет, что благодаря этому между Порсеной и Римом установился прочный мир.

## Война с Арицией
В 508 году до нашей эры, после осады Рима, Порсена разделил свою армию и отослал её часть осаждать латинский город Арицию под руководством своего сына, Аруна. Войска Клузия успешно осадили Арицию, однако жители Ариции попросили помощи у Латинского союза и города Кумы, в результате чего армия Клузия была разбита.

## Гробница
Согласно мнениям большинства историков, Ларс Порсена был захоронен в роскошной гробнице в городе (или под городом), в котором он правил. Согласно описанию Плиния, высота гробница составляла 15 метров, а в её основании лежал прямоугольник со сторонами около 90 метров. Она была украшена пирамидами и массивными колоколами.
Гробница Порсены, наравне с остальной частью Клузия, была разграблена римским полководцем Луцием Корнелием Суллой в 89 году до нашей эры.